# Леднёв, Иван Васильевич
Иван Васильевич Леднёв (11 августа 1910, Нетребово, Ярославская губерния — 25 ноября 1961, Рыбинск, Ярославская область) — капитан 2-го ранга Военно-морского флота СССР, участник Великой Отечественной войны, Герой Советского Союза (1944).

## Биография
Родился 24 августа 1910 года в селе Нетребово Ярославского уезда (ныне — Некрасовский район Ярославской области). После окончания начальной школы работал батраком, молотобойцем, слесарем на заводе. В 1933 году был призван на службу в пограничные войска ОГПУ СССР и направлен в военно-морские части. В 1935 году он окончил Севастопольскую школу младшего начальствующего состава, в 1939 году — Ленинградские курсы среднего командно-начальствующего состава морских пограничных частей. С 1941 года — на фронтах Великой Отечественной войны, воевал в составе Черноморского флота, участвовал в боях на Малой Земле.
К ноябрю 1943 года будучи капитан-лейтенантом командовал звеном сторожевых катеров 4-го дивизиона сторожевых катеров Черноморского флота. Отличился во время Керченско-Эльтигенской операции, во время которой огнём своего катера поддерживал действия десантных групп на побережье Керченского полуострова. В критический момент боя заменил собой погибшего командира дивизиона Николая Сипягина и успешно руководил действиями подразделения. В тех боях получил ранение осколками снаряда в лицо и спину.
Указом Президиума Верховного Совета СССР «О присвоении звания Героя Советского Союза офицерскому, старшинскому и рядовому составу Военно-Морского флота» от 22 января 1944 года за «форсирование Керченского пролива, высадку десантных войск и переброску техники на Керченский полуостров и проявленные при этом отвагу и геройство» капитан-лейтенант Иван Леднёв был удостоен высокого звания Героя Советского Союза с вручением ордена Ленина и медали «Золотая Звезда» за номером 2909.
После окончания войны продолжил службу в Военно-морском флоте СССР. В марте 1961 года в звании капитана 2-го ранга он был уволен в запас. Проживал в Рыбинске. Умер 25 ноября 1961 года.

## Награды
- Герой Советского Союза (медаль № 2909, 22.01.1944[3])
- Два ордена Ленина (22.01.1944[3], 30.12.1956[4])
- Три ордена Красного Знамени (06.11.1943[4], 07.12.1943[5], 21.08.1953[4])
- Два ордена Красной Звезды (22.02.1942[6], 20.06.1949[4])
- Медаль «За боевые заслуги» (03.11.1944[4])
- Медаль «За оборону Севастополя»[7]
- Медаль «За оборону Кавказа»[8]
- Медаль «За победу над Германией в Великой Отечественной войне 1941—1945 гг.»[8]
- Юбилейная медаль «30 лет Советской Армии и Флота»[8]
- Юбилейная медаль «40 лет Вооружённых Сил СССР»[8]
- Медаль «Китайско-советская дружба»[8]

## Память
В его честь названы улица в Новороссийске, улица в рабочем поселке Бурмакино Некрасовского района Ярославской области и пограничный корабль на Дальнем Востоке.
В городе Череповец, Вологодской области, также есть улица, названная в его честь. 